# Buvolec modrý
Buvolec modrý, v Jižní Africe známý jako topi (Damaliscus lunatus) je velká antilopa obývající savany a údolní nivy v Súdánu, Čadu, Keni, Tanzanii a Jižní Africe.

## Popis
Kohoutková výška se pohybuje u samců mezi 104 až 126 cm, u samic mezi 105 až 118 cm. Délka těla většinou nepřesáhne 1,2–2,1 m a hmotnost se pohybuje mezi 85 až 165 kg. Má protáhlou hlavu, hrb na plecích, hřbet se výrazně svažuje dozadu. Srst je hladká, rudohnědá s černými místy na hlavě, končetinách a bocích. Samci jsou obvykle tmavší než samice; mláďata jsou zbarvena podobně, ale postrádají takové množství černých skvrn na těle. Lyrovitě tvarované rohy, které mohou být až 70 cm dlouhé u obou pohlaví, připomínají tvar písmena L a postupem času se stáčí směrem k řitnímu otvoru, což napomáhá ve volné přírodě určit stáří zvířete. Ocas je dlouhý 10–60 cm.

## Chování
Buvolec stepní se živí převážně trávou, listy a jinou dostupnou vegetací, za kterou se vydává převážně brzy ráno a večer, ale při nižších teplotách i přes den. Pokud je dostupná čerstvá a šťavnatá tráva, dokáží poměrně dlouhé období žít daleko od vodního zdroje a spokojí se s vodou získané z rostlin. Pokud je však k dispozici pouze suchá tráva, potřebují pít denně nebo obden. Samci obhajují teritoria velká maximálně nemnoho kilometrů čtverečních, která si značí močí a trusem. V období rozmnožování někteří samci vlastní území zvané leky a pokud mu do tohoto území vstoupí samice, snaží se ji zde zdržet. Na rozhodnutí samice má především vliv rozloha a umístění leku a množství a kvalita dostupné potravy, v neposlední řadě i samotný samec. Všichni samci však leky neobhajují a drží pouze teritoria. Samice žijí v rozvolněných stádech tvořených až dvaceti samicemi a mláďaty.
Samci si při soubojích o území nebo samice klekají na kolena, přičemž se snaží svého rivala dostat k zemi zamotáváním rohů do sebe a přetlačováním. Občas je možné zhlédnout i zápasy mezi samcem a samicí. I přesto, že je buvolec modrý statné zvíře, dokáže při útěku před predátorem (lvem, leopardem, psem hyenovitým) vyvinout ohromnou rychlost a přeskočit i vysoké překážky, které jim stojí v cestě a které občas tvoří i jiní buvolci. Buvolec modrý dokáže vyvinout max. rychlost až 70 km/h , čímž patří k vůbec nejrychlejším druhům antilop.
Samice se rozmnožuje jednou ročně a během jednoho až dvou dnů se několikrát páří s jedním nebo více samci. Po zhruba osmi měsíční březosti rodí jediné mládě, které po narození váží kolem 11 kg. Samci matku opouštějí ve věku jednoho roku, samice obvykle až v době, kdy porodí své první mládě. Samice jsou schopny se rozmnožovat již ve věku 16 až 18 měsíců, ale většinou nerodí první mládě před dosažením věkové hranice dvou let. Samci dosahují pohlavní dospělosti o něco později, ve věku tří let, ale většinou se nepáří dříve, než před dosažením věkové hranice tří let.

## Ohrožení
Podle Červeného seznamu IUCN patří buvolec modrý do kategorie druhů závislých na ochraně (LR/cd). Místní domorodé kmeny jej loví pro maso, cizinci jej pronásledují zvláště kvůli trofeji. V zajetí je počet buvolců modrých stabilizován a v zoologických zahradách po celém světě tvoří oblíbenou atrakci.

## Poddruhy
Rozeznáváme 5 poddruhů:
- Buvolec česebe (Damaliscus lunatus lunatus) - Vyskytuje se v Jihoafrické Republice a Botswaně, má krátké půlměsíčité rohy.
- Buvolec topi (Damaliscus lunatus topi)- Vyskytuje se na pobřeží Keni a Tanzanie, poměrně malý poddruh s delšími rohy.
- Damaliscus lunatus tiang - Vyskytuje se v Súdánu a Čadu, velký, štíhlý, světle zbarvený poddruh s dlouhými rohy.
- Damaliscus lunatus jimela - Menší poddruh s půlměsíčitými rohy, žije v Tanzanii a Ugandě.
- Damaliscus lunatus korrigum - Vyskytuje se v oblasti Sahelu od Senegalu po Čad, největší poddruh s dlouhými, méně prohnutými rohy.[4]

## Galerie

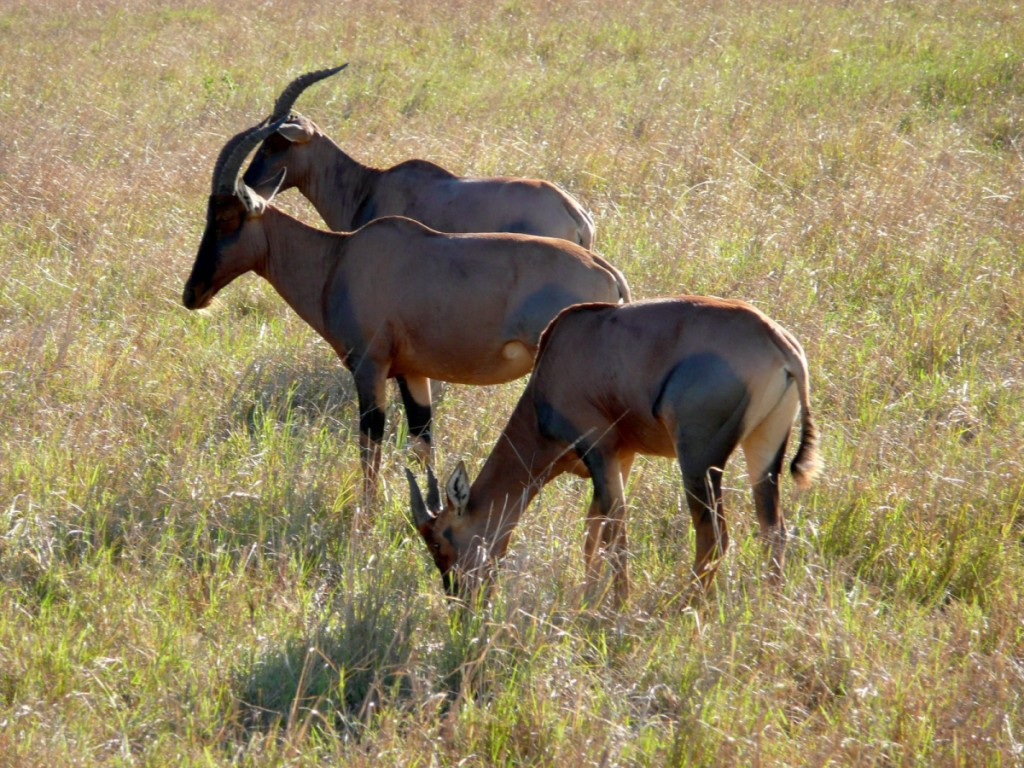
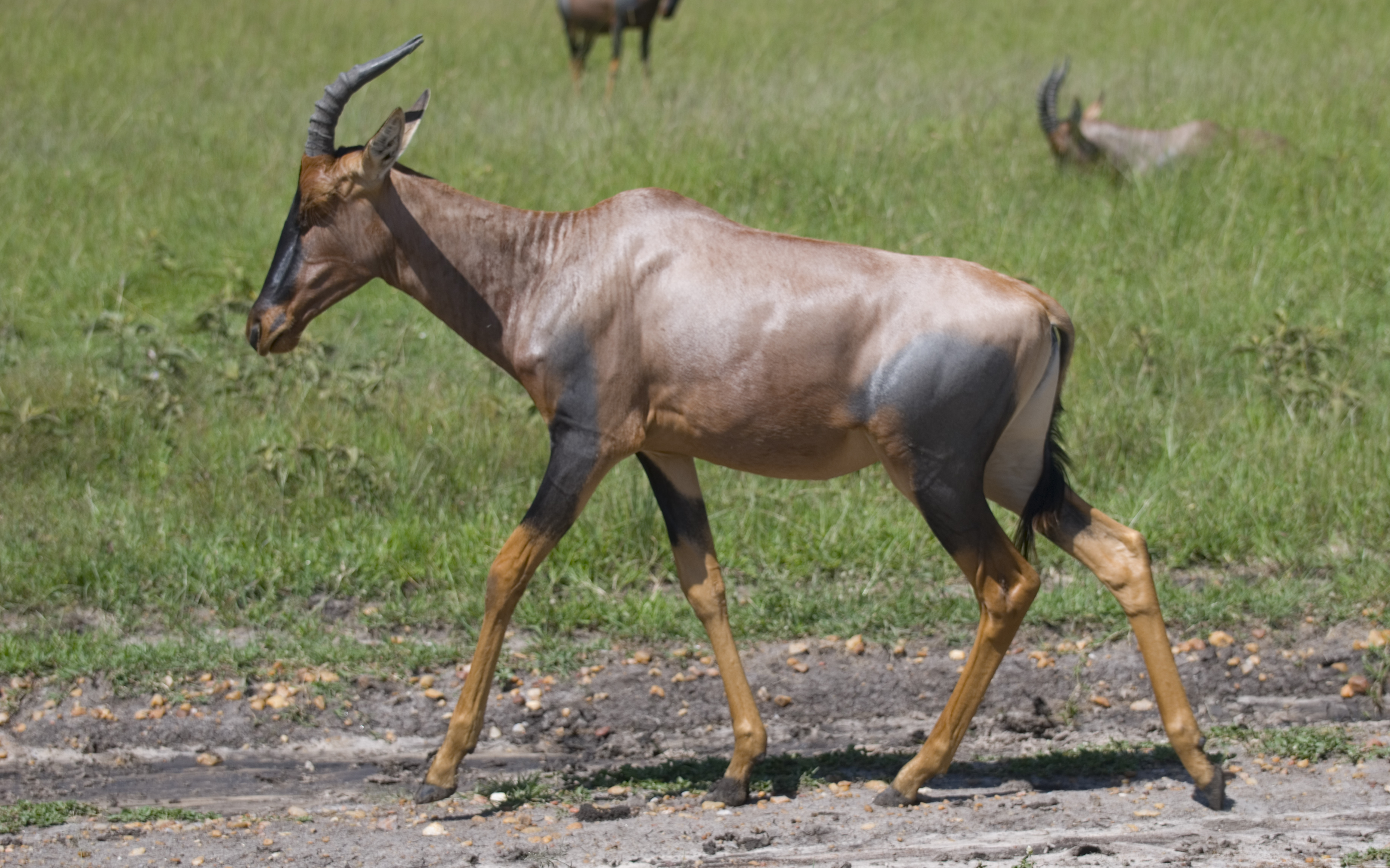
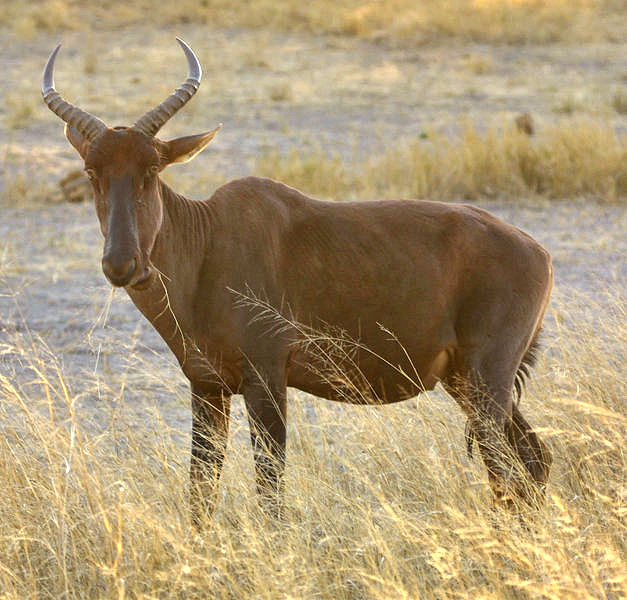
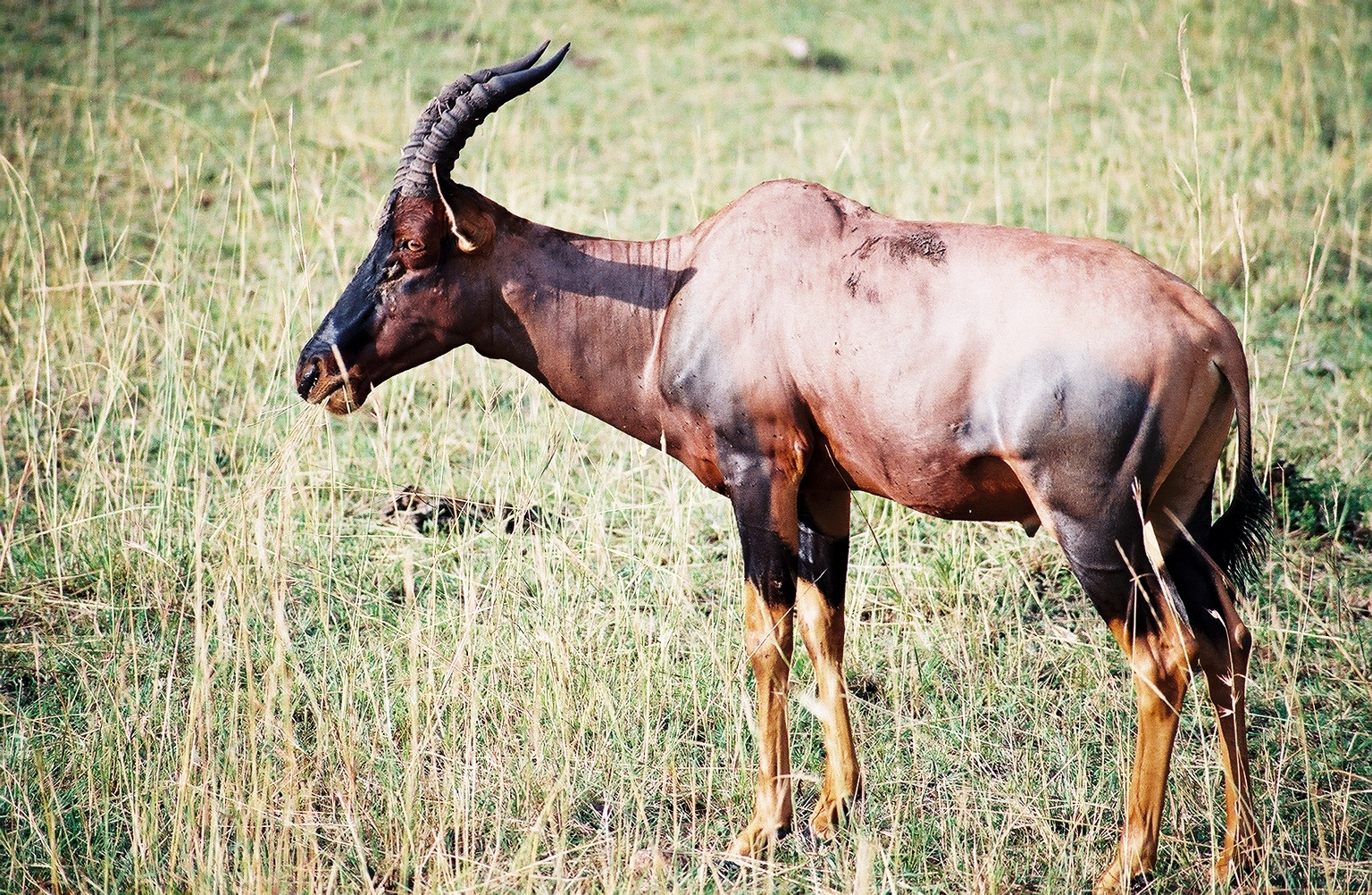